# Demka-spoorbrug
De Demka-spoorbrug is een spoorbrug over het Amsterdam-Rijnkanaal in Utrecht. De brug is een stalen verstijfde staafboogbrug en werd gebouwd in 1966 ter vervanging van de oude, veel kleinere spoorbrug die moest verdwijnen in verband met de verbreding van het kanaal. De overspanning is 173 meter. De brug is vernoemd naar de nabijgelegen voormalige staalfabriek Demka.
Nadat in 2002 naast de Demka-spoorbrug een tweede brug, de Werkspoorbrug, werd geopend, werd de oude brug tijdelijk buiten gebruik genomen en gerenoveerd. In april 2007 is de Demka-spoorbrug weer in gebruik genomen tegelijk met de voltooiing van de spoorverdubbeling Amsterdam Bijlmer – Utrecht Centraal. De brug wordt sindsdien gebruikt door treinen van Utrecht richting Amsterdam, treinen richting Utrecht rijden over de Werkspoorbrug. Tevens kunnen voetgangers, fietsers en dergelijke van de brug in beide richtingen gebruikmaken over een smalle wegstrook.
De brug is een Gemeentelijk monument met nummer 344/1651

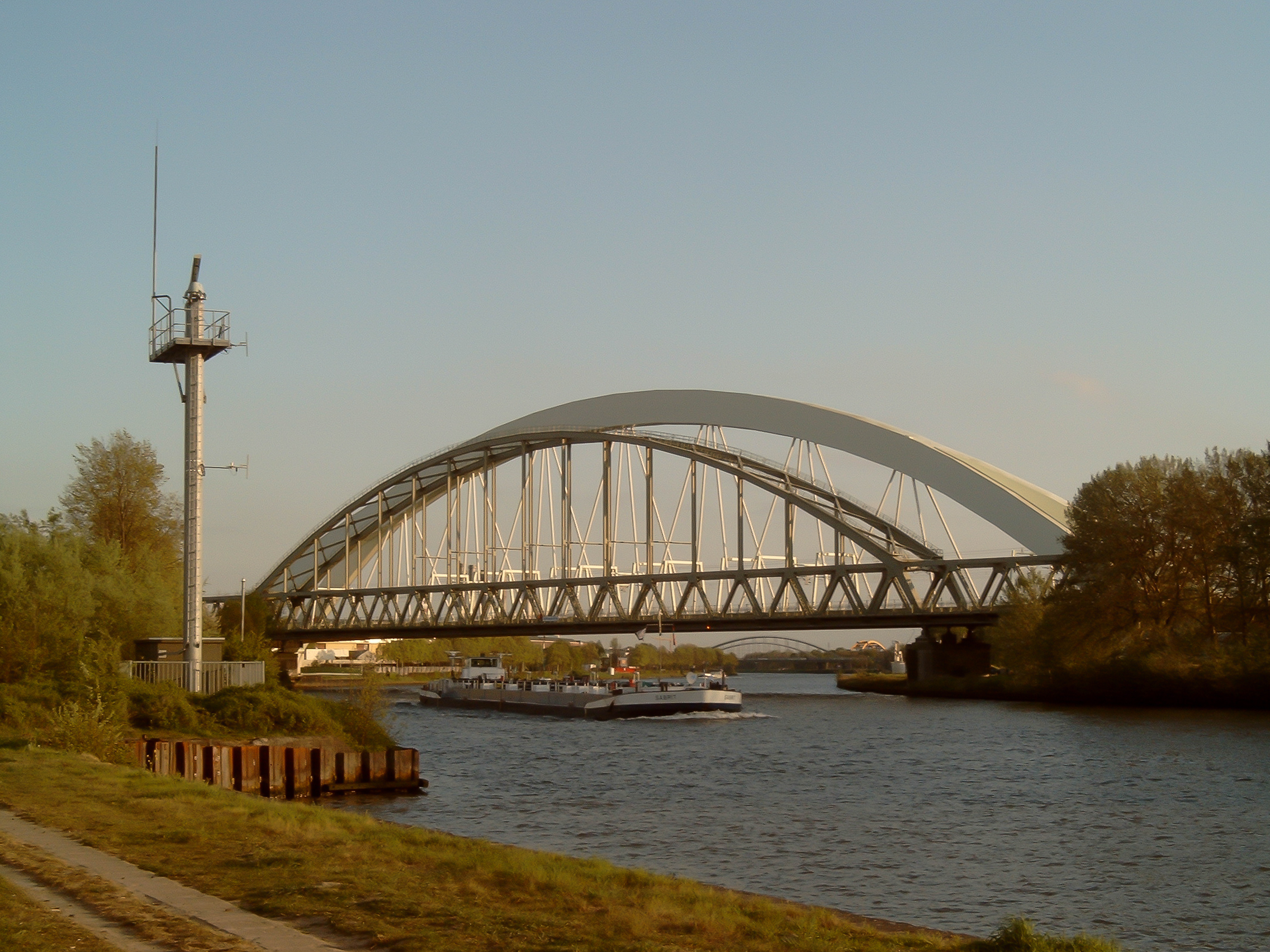
Demka spoorbrug met daarachter de Werkspoorbrug

Abel Tasmanbrug ·
Abstederbrug ·
Bakkerbrug ·
Bartholomeusbrug · 
Bezembrug · 
Bijlhouwersbrug ·
Brigittenbrug ·
Colignybrug ·
Dafne Schippersbrug ·
David van Mollembrug ·
Demka-spoorbrug ·
Driftbrug ·
Gaardbrug ·
Galecopperbrug · 
Gasthuismolenbrug ·
Geertebrug ·
Gildbrug · 
Goethebrug ·
Griftbrug ·
Hamburgerbrug ·
Herenbrug · 
Hogeweidebrug ·
Industriehavenbrug ·
Jacobibrug ·
Jan Pieterszoon Coenbrug ·
Jansbrug ·
Jansdambrug ·
Jeremiebrug ·
Julianabrug (Minstroom) ·
Jutphasebrug ·
Jutphasespoorbrug ·
J.M. de Muinck Keizerbrug ·
Kalisbrug ·
Krommerijnbrug ·
Lauwerechtbrug ·
Lucasbrug ·
Maarsbergerbrug ·
Maartensbrug ·
Magdalenabrug ·
Maliebrug ·
Marga Klompébrug ·
Marksbrug ·
Marnixbrug ·
Meernbrug ·
Minbrug ·
Monicabrug · 
Moreelsebrug ·
Muntbrug ·
Muntsluisbrug ·
Museumbrug ·
Noorderbrug ·
Oorsprongbrug ·
Oranjebrug ·    
Paulusbrug ·
Pausdambrug ·
Pietersbrug ·
Plompetorenbrug ·
Prins Clausbrug · 
Quintijnsbrug ·
Rode brug ·
Servaasbrug ·
Sint Martinusbrug ·
Smeebrug ·
Socratesbrug ·
Spinozabrug ·
Stadhuisbrug ·
Stammetsbrug ·
Stenenbrug ·
Tolsteegbrug ·
Vaaltbrug ·
Vaartscherijnbrug ·
Van Asch van Wijckbrug ·
Viebrug ·
Vleutensespoorbrug ·
Vollersbrug ·
Weerdbrug ·
Weesbrug ·
Werkspoorbrug ·
Werkspoorhavenbrug ·
Wittevrouwenbrug ·  
Zandbrug

Voormalige of in onbruik geraakte bruggen :
Brug met de twaalf gaten ·
Catharijnebrug · 
Hefbrug in de Kruisvaart ·
Julianabrug (Vaartsche Rijn) ·
Molenbrug · 
Smakkelaarsbrug ·
Vleutensebrug ·
Willemsbrug